# Чачалака мала
Чачалака мала (Ortalis motmot) — вид куроподібних птахів родини краксових (Cracidae).

## Поширення
Вид поширений в північній частині Південної Америки — на півночі Бразилії (на північ від нижньої частини річки Амазонки та на схід від річки Ріу-Неґру), у Французькій Гвіані, Суринамі, Гаяні, Венесуелі і на сході Колумбії. Мешкає у вологих лісових ділянках з густим підліском вздовж річок або на галявинах, а також у густих прибережних чагарникових конгломератах і густих вторинних заростях, включаючи покинуті пасовища та інші антропогенні середовища. Уникає густих джунглів.

## Опис
Його довжина становить близько 38 см, а його вага коливається від 380 до 620 г. Голова червонувато-каштанового кольору, верхня частина тіла від червонувато-коричневого до сіро-коричневого кольору, а нижня частина сіра. Центральне хвостове пір'я сіро-коричневе, а зовнішнє рудувате. Первинні махові пір'я темно-коричневі. Шкіра обличчя темно-сіра.

## Спосіб життя
Трапляється невеликими сімейними групами. Його раціон, в основному, складається з фруктів і листя. Було зафіксовано, що маленька чачалака відкладає яйця в травні, вересні та грудні в Гвіанах; немає даних з іншого місця. Вона будує невелике гніздо з коріння, листя та паличок і розміщує його досить низько на кущі або дереві. Розмір кладки — три яйця.